# Kondopoga
Kondopoga (en ruso: Ко́ндопога) es una ciudad de la república de Carelia, Rusia, ubicada en la costa norte del lago Onega, cerca de la desembocadura en este lago del río Suna, a 54 km al norte de Petrozavodsk, la capital de la república. Su población en el año 2010 era de 33 000 habitantes. Es la capital del raión homónimo.

## Historia

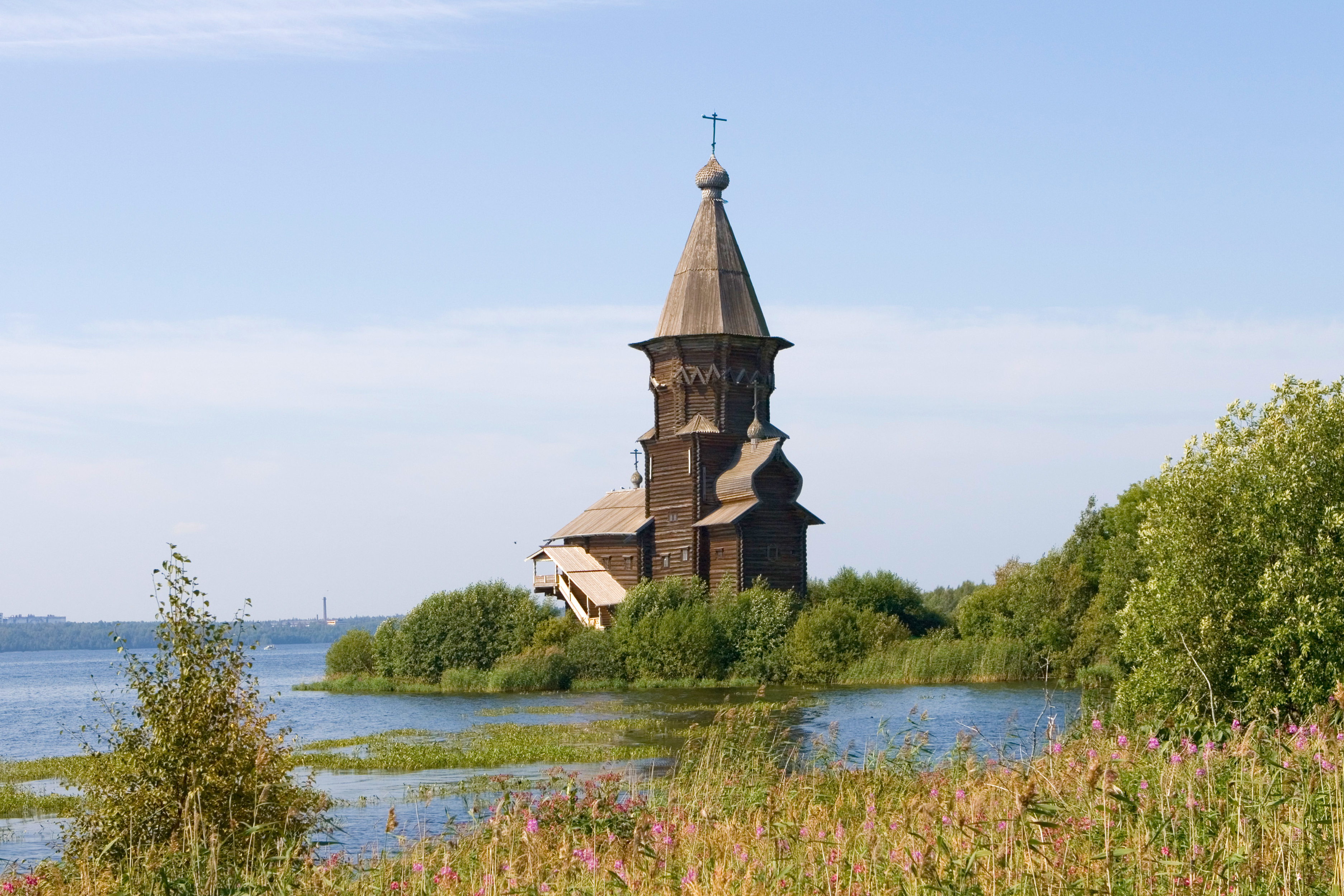
Iglesia de la Dormición, Kondopoga

Las primeras referencias a Kondopoga son de 1563. En 1753 se descubrieron en los alrededores minas de piedras preciosas que hicieron aumentar la fama y población de la localidad. Estas piedras preciosas se vendían principalmente en San Petersburgo. También se descubrieron depósitos de hierro, el cual, después de su extracción, se transportaba a la vecina Petrozavodsk.
Durante el siglo XX la población obtuvo rango de ciudad, en torno a 1938, convirtiéndose en uno de los centros industriales más sobresalientes de Carelia.

## Administración
Es la capital del raión homónimo y una de sus ocho entidades locales. En su territorio se incluye como pedanía el posiólok de Bieriozovka.